# Séverine Vandenhendeová
Séverine Vandenhende nebo Séverine Van Den Hende [Severin Fandenhende], (* 12. ledna 1974 Dechy, Francie) je bývalá reprezentantka Francie v judu. Je olympijskou vítězkou z roku 2000.

## Sportovní kariéra

### Úspěchy
- zlatá olympijská medaile z roku 2000
- mistryně světa z roku 1997

### Zajímavosti
- tokui-waza: ura-nage, uči-mata
- úchop: levý
- styl: fyzický

S judem začínala v 8 letech ve Valenciennes. V klubu Vieux-Condé trénovala pod Giovani Solinim. V 19 letech se potom přesunula do Paříže, kde se připravovala v klubu Red Star Champigny.
Od sezóny 1997 se stala reprezentační jedničkou po Catherine Fleuryovou a formu potvrdila titulem mistryně světa před domácím publikem. V následujícím roce si však prošla zraněním ramene a kolene, a po nevydařeném mistrovství světa v roce 1999 stála před otázkou ukončení vrcholové kariéry. Na olympijskou sezonu 2000 se však dokázala připravit. Načasovala formu v pravý čas a na olympijských hrách v Sydney vybojovala zlatou olympijskou medaili. V roce 2001 si však obnovila zranění kolene a o pozici reprezentační jedničky přišla. V roce 2003 ukončila sportovní kariéru.

### Rivalky
- Catherine Fleuryová
- Gella Vandecaveyeová
- Sara Álvarezová

## Výsledky
| Turnaj             | 1991             | 1992             | 1993             | 1994             | 1995             | 1996             | 1997             | 1998             | 1999             | 2000             | 2001             |
| Turnaj             | 17               | 18               | 19               | 20               | 21               | 22               | 23               | 24               | 25               | 26               | 27               |
| Turnaj             | polostřední váha | polostřední váha | polostřední váha | polostřední váha | polostřední váha | polostřední váha | polostřední váha | polostřední váha | polostřední váha | polostřední váha | polostřední váha |
| ------------------ | ---------------- | ---------------- | ---------------- | ---------------- | ---------------- | ---------------- | ---------------- | ---------------- | ---------------- | ---------------- | ---------------- |
| Olympijské hry     |                  | —                |                  |                  |                  | —                |                  |                  |                  | 1.               |                  |
| Mistrovství světa  | —                |                  | —                |                  | —                |                  | 1.               |                  | úč.              |                  | —                |
| Mistrovství Evropy | —                | —                | —                | úč.              | —                | —                | 3.               | úč.              | —                | 2.               | úč.              |
| MS juniorů         |                  | 3.               |                  |                  |                  |                  |                  |                  |                  |                  |                  |
| ME juniorů         | 7.               | 2.               |                  |                  |                  |                  |                  |                  |                  |                  |                  |

## Podrobnější výsledky

### Olympijské hry
| Rok      | Kategorie        |  | 1/32                               | 1/16                               | čtvrtfinále                        | semifinále                              | finále                             |
| -------- | ---------------- |  | ---------------------------------- | ---------------------------------- | ---------------------------------- | --------------------------------------- | ---------------------------------- |
| LOH 1996 | polostřední váha |  | nestartovala – Catherine Fleuryová | nestartovala – Catherine Fleuryová | nestartovala – Catherine Fleuryová | nestartovala – Catherine Fleuryová      | nestartovala – Catherine Fleuryová |
| LOH 2000 | polostřední váha |  | výhra – 3:02/una Čong Song-suk     | výhra – 0:48/ums Sophie Robergeová | výhra – 2:05/una Celita Schutzová  | výhra – 3:49/(wip) Anja von Rekowskiová | výhra – yuk/shi Li Šu-fang         |

### Mistrovství světa
| Rok     | Kategorie        |  | 1/64                                                 | 1/32                                                 | 1/16                                                 | čtvrtfinále                                          | semifinále                                           | opravy                                               | opravy                                               | opravy                                               | opravy                                               | o bronz                                              | finále                                               |
| ------- | ---------------- |  | ---------------------------------------------------- | ---------------------------------------------------- | ---------------------------------------------------- | ---------------------------------------------------- | ---------------------------------------------------- | ---------------------------------------------------- | ---------------------------------------------------- | ---------------------------------------------------- | ---------------------------------------------------- | ---------------------------------------------------- | ---------------------------------------------------- |
| MS 1995 | polostřední váha |  | nestartovala – Catherine Fleuryová                   | nestartovala – Catherine Fleuryová                   | nestartovala – Catherine Fleuryová                   | nestartovala – Catherine Fleuryová                   | nestartovala – Catherine Fleuryová                   | nestartovala – Catherine Fleuryová                   | nestartovala – Catherine Fleuryová                   | nestartovala – Catherine Fleuryová                   | nestartovala – Catherine Fleuryová                   | nestartovala – Catherine Fleuryová                   | nestartovala – Catherine Fleuryová                   |
| MS 1997 | polostřední váha |  | x                                                    | výhra Celita Schutzová                               | výhra Kitazume Hiroková                              | výhra Čchin Jü-jing                                  | výhra Sara Álvarezová                                | —                                                    | —                                                    | —                                                    | —                                                    | —                                                    | výhra Gella Vandecaveyeová                           |
| MS 1999 | polostřední váha |  | prohra Eszter Csizmadiaová                           | —                                                    | —                                                    | —                                                    | —                                                    | výhra Jessica Garcíaová                              | prohra Sun Siao-fang                                 | —                                                    | —                                                    | —                                                    | —                                                    |
| MS 2001 | polostřední váha |  | nestartovala kvůli zranění kolene – Lucie Décosseová | nestartovala kvůli zranění kolene – Lucie Décosseová | nestartovala kvůli zranění kolene – Lucie Décosseová | nestartovala kvůli zranění kolene – Lucie Décosseová | nestartovala kvůli zranění kolene – Lucie Décosseová | nestartovala kvůli zranění kolene – Lucie Décosseová | nestartovala kvůli zranění kolene – Lucie Décosseová | nestartovala kvůli zranění kolene – Lucie Décosseová | nestartovala kvůli zranění kolene – Lucie Décosseová | nestartovala kvůli zranění kolene – Lucie Décosseová | nestartovala kvůli zranění kolene – Lucie Décosseová |

### Mistrovství Evropy
| Rok     | Kategorie        |  | 1/32                                                    | 1/16                                                    | čtvrtfinále                                             | semifinále                                              | opravy                                                  | opravy                                                  | opravy                                                  | o bronz                                                 | finále                                                  |
| ------- | ---------------- |  | ------------------------------------------------------- | ------------------------------------------------------- | ------------------------------------------------------- | ------------------------------------------------------- | ------------------------------------------------------- | ------------------------------------------------------- | ------------------------------------------------------- | ------------------------------------------------------- | ------------------------------------------------------- |
| ME 1994 | polostřední váha |  | prohra Aneta Araková                                    | —                                                       | —                                                       | —                                                       | —                                                       | —                                                       | —                                                       | —                                                       | —                                                       |
| ME 1995 | polostřední váha |  | nestartovala – Catherine Fleuryová                      | nestartovala – Catherine Fleuryová                      | nestartovala – Catherine Fleuryová                      | nestartovala – Catherine Fleuryová                      | nestartovala – Catherine Fleuryová                      | nestartovala – Catherine Fleuryová                      | nestartovala – Catherine Fleuryová                      | nestartovala – Catherine Fleuryová                      | nestartovala – Catherine Fleuryová                      |
| ME 1996 | polostřední váha |  | nestartovala – Catherine Fleuryová                      | nestartovala – Catherine Fleuryová                      | nestartovala – Catherine Fleuryová                      | nestartovala – Catherine Fleuryová                      | nestartovala – Catherine Fleuryová                      | nestartovala – Catherine Fleuryová                      | nestartovala – Catherine Fleuryová                      | nestartovala – Catherine Fleuryová                      | nestartovala – Catherine Fleuryová                      |
| ME 1997 | polostřední váha |  | volný los                                               | výhra Andreia Cavalleriová                              | prohra Irena Tokarzová                                  | —                                                       | —                                                       | výhra Irina Afoninová                                   | výhra Sara Álvarezová                                   | výhra Maddalena Sorrentinová                            | —                                                       |
| ME 1998 | polostřední váha |  | volný los                                               | výhra Alla Klymovičová                                  | prohra Sara Álvarezová                                  | —                                                       | —                                                       | prohra Raša Sraková                                     | —                                                       | —                                                       | —                                                       |
| ME 1999 | polostřední váha |  | nestartovala kvůli zranění kolene – Karine Lecoeucheová | nestartovala kvůli zranění kolene – Karine Lecoeucheová | nestartovala kvůli zranění kolene – Karine Lecoeucheová | nestartovala kvůli zranění kolene – Karine Lecoeucheová | nestartovala kvůli zranění kolene – Karine Lecoeucheová | nestartovala kvůli zranění kolene – Karine Lecoeucheová | nestartovala kvůli zranění kolene – Karine Lecoeucheová | nestartovala kvůli zranění kolene – Karine Lecoeucheová | nestartovala kvůli zranění kolene – Karine Lecoeucheová |
| ME 2000 | polostřední váha |  | volný los                                               | výhra Claudia Heillová                                  | výhra Anja von Rekowskiová                              | výhra Jenny Galová                                      | —                                                       | —                                                       | —                                                       | —                                                       | prohra Gella Vandecaveyeová                             |
| ME 2001 | polostřední váha |  | prohra Radka Štusáková                                  | —                                                       | —                                                       | —                                                       | prohra Elsa Nilssonová                                  | —                                                       | —                                                       | —                                                       | —                                                       |